# دويل كلايتون بارنز
دويل كلايتون بارنز (بالإنجليزية: Doyle Clayton Barnes)‏ هو ضابط أمريكي، ولد في 5 أبريل 1912 في جزر سليمان، وتوفي بنفس المكان في 24 أغسطس 1942.